# Washington Villarroel
Washington del Pilar Villarroel Rodríguez (Santiago, 12 de octubre de 1938-11 de diciembre de 2022) fue un futbolista chileno que se desempeñaba como defensa central. Tuvo sobresalientes actuaciones en Universidad Católica, donde festejó el título de Primera División 1961 y Primera División 1966. Es el tercer futbolista de Universidad Católica con más partidos oficiales, luego de Mario Lepe y Alberto Fouillioux.

## Trayectoria
Llegó a cadetes de Universidad Católica en 1949, y en 1958 debutó en el primer equipo, en el mediocampo como half de apoyo. Actuó en esta posición hasta 1961 cuando el entrenador Miguel Mocciola lo llevó a la posición de defensa central.

## Clubes
| Club                 | País  | Año       |
| -------------------- | ----- | --------- |
| Universidad Católica | Chile | 1958-1971 |

## Palmarés

### Campeonatos nacionales
| Título           | Club                 | País  | Año  |
| ---------------- | -------------------- | ----- | ---- |
| Primera División | Universidad Católica | Chile | 1961 |
| Primera División | Universidad Católica | Chile | 1966 |